# Xevioso megcummingae
Espèce
Xevioso megcummingae est une espèce d'araignées aranéomorphes de la famille des Phyxelididae.

## Distribution
Cette espèce se rencontre au Zimbabwe vers Harare et au Malawi sur le plateau Viphya,.

## Description
Le mâle holotype mesure 6,85 mm et la femelle paratype 5,18 mm.

## Étymologie
Cette espèce est nommée en l'honneur de Meg S. Cumming.

## Publication originale
- Pett & Jocqué, 2020 : Description of two new species of Xevioso (Araneae: Phyxelididae) from Southern Africa, with the northernmost localities for the genus. European Journal of Taxonomy, no 636, p. 1-18 (texte intégral).